# تفنگ الکترونی

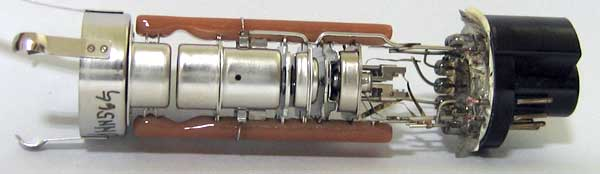
یک تفنگ الکترونی از لوله پرتوهای کاتدی

تفنگ الکترونی وسیله‌ای الکتریکی است که اشعه‌ای از الکترون را می‌تاباند که انرژی جنبشی دارند و در تکنولوژی لامپ کاتدی و تلویزیون و مانیتور از آن استفاده می‌شود.

## ساختمان تفنگ الکترونی
یک تفنگ الکترونی از یک چشمه تولید الکترون، یک میدان الکتریکی مناسب و بوته نگهداری ماده تبخیر شونده تشکیل شده‌است. چشمه تولید الکترون، یک سیم داغ از جنس تنگستن می‌باشد. فلزات بر اثر گرم شدن از خود، الکترون آزاد می‌کنند. اثر ادیسون و میزان الکترون‌های تولید شده از رابطه ریچاردسون داشمن بدست می‌آید:

I = C A T2 e-φ/KT
در این معادله عدد ثابتی است که بستگی به فلز دارد، A مساحت کل سطح بیرونی سیم است. T دمای سیم، φ تابع کار (مقدار انرژی لازم برای جدا شدن سست‌ترین الکترون از سطح فلز) و K ثابت بولتزمن، برابر 1.38x10-23 می‌باشد. 

## مکانیزم تفنگ الکترونی
وقتی از یک سیم تنگستن جریان چند آمپری عبور می‌کند، سیم داغ شده و بنا بر آنچه بیان شد الکترون‌ها آزاد می‌شوند و الکترون‌های تولید شده در اطراف سیم سرگردان می‌مانند مگر به وسیلهٔ یک اختلاف پتانسیل چند هزار ولتی به آن‌ها انرژی داده شود تا به سمت یک هدف معین (ماده تبخیر شونده) شتاب بگیرند. اگر این ولتاژ را V بنامیم انرژی هر الکترون eV داده خواهد بود که از نوع انرژی پتانسیل است و سبب حرکت آن به سمت آند شده و تبدیل به انرژی جنبشی می‌شود. هنگام برخورد با آند تبدیل به انرژی گرمایی می‌شود. حرکت این الکترون‌ها به سمت آند ایجاد جریان الکتریکی می‌نماید که از معادله چاید لانلمیر بدست می‌آید:

I = PV1/2
P مقدار ثابتی است که بستگی به پارامترهای مختلف از جمله ابعاد ثابتی است که بستگی به پارامترهای مختلف از جمله ابعاد هندسی تفنگ الکترونی دارد. V همان ولتاژ آند است که در حدود چند هزار ولت می‌باشد. تفنگ الکترونی با توان بالا قابلیت تبخیر اجسام دیرگداز را دارد. تنگستن که در حدود 3400 ºC ذوب می‌شود به وسیلهٔ یک تفنگ الکترونی 2KW قابل تبخیر است. 

## انواع تفنگ الکترونی
تفنگ‌های الکترونی با توان‌های بالاتر نیز ساخته شده‌اند. تقریباً تمام تفنگ‌های الکترونی نیاز به یک سیستم چرخان آب برای سرد کردن بوته حاوی ماده تبخیر شونده دارد زیرا در غیر اینصورت بوته نیز بر اثر گرمای زیاد ذوب می‌شود. برای آنکه پرتوهای الکترونی پرانرژی با سطوح جانبی بوته و سرد کردن برخورد نکنند و انرژی آن‌ها هدر نرود از سیستم‌های مختلف برای متمرکز کردن آن‌ها روی ماده تبخیر شونده استفاده می‌شود.
یک سیستم ساده استفاده از محافظ الکتریسیته ساکن است که به‌طور ساده از یک توری استوانه‌ای تشکیل شده و بوته را احاطه می‌کند. این محافظ الکترون‌های اولیه پرتاب شده را جذب کرده و ولتاژ منفی بالایی پیدا می‌کند بطوری که بقیه الکترون‌ها را از خود دفع کرده و در محل بوته متمرکز می‌کند و به این ترتیب طرح تفنگ الکترونی مفیدتر و سبب افزایش کارایی سیستم می‌شود.

## کاربرد تفنگ الکترونی

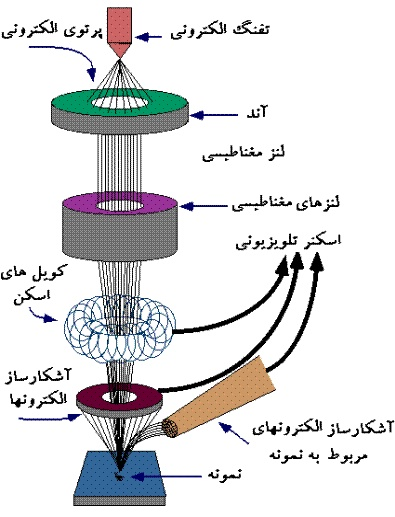
میکروسکوپ الکترونی روبشی

تفنگ‌های الکترونی در توان‌های مختلف ساخته می‌شوند. سپس مواد دیرگدازی که، به روش‌های دیگر قابل تبخیر نیستند با تفنگ‌های الکترونی توان بالا، قابل تبخیر می‌باشند. زیرا ماده به‌طور مستقیم به وسیلهٔ پرتو الکترونی گرم می‌شود و نیاز به بوته دیرگداز نیست علاوه بر آن بوته با آب خنک می‌شود.
همین مطلب یعنی گرمایش مستقیم به وسیلهٔ الکترون‌ها سبب می‌شود لایه‌های نازک ایجاد شده عاری از هر نوع آلودگی باشند که در کارهای حساس اپتیکی و فیلترهای اپتیکی از تفنگ الکترونی برای تبخیر مواد استفاده می‌شود. ادوات الکترونیک، حافظه مغناطیسی و اپتیکی استفاده می‌شود. این روش یکی از متداولترین روش‌های نشاندن لایه‌های رسانا و دی‌الکتریک در محصولات الکترونیکی مانند مدارات مجتمع MCM , VLSI است. 